# مقاطعة نور
مقاطعة نور((بالفارسية: شهرستان نور)) هي مقاطعات إيران في إيران وتقع في محافظة مازندران. يقدر عدد السكان في مقاطعة نور بـ 104,807 نسمة و مساحتها 2,675.00 كم2 .

## أعلام
- حسين النوري الطبرسي